# Heinz Barth
Pour les articles homonymes, voir Barth (homonymie).
Heinz Barth, né le 15 octobre 1920 à Gransee (Brandebourg), où il meurt le 6 août 2007, est un officier subalterne allemand de la Waffen-SS, criminel de guerre, l'un des principaux exécutants du massacre d'Oradour-sur-Glane le 10 juin 1944.

## Biographie

### Sous leIIIeReich et pendant la Seconde Guerre mondiale
Heinz Barth entre dans les Jeunesses hitlériennes dès l'âge de 12 ans, en 1932, puis se voit attribuer la médaille d'or de la Hitlerjugend durant son séjour dans cette organisation. À 18 ans en 1938, il intègre le Corps de transport nazi ou NSKK, qui était une formation paramilitaire motorisée fondée le 20 avril 1931 par la SA ; le 23 août 1934, la NSKK était devenu un corps indépendant au sein du parti nazi (NSDAP). Il s'inscrit au NSDAP (no 7 844 901) le 9 novembre 1939, lors de la fête du Parti célébrant le putsch manqué de Munich de 1923.
Il s'enrôle dans la police de sécurité dont il devient par la suite officier. En 1983, le tribunal municipal de Berlin-Est  établira que Barth a participé, comme membre d'un bataillon de police et de sécurité, aux massacres de Tchèques durant la loi martiale de 1942 à Klatovy et Pardubice. Il est également impliqué, le 10 juin 1942, dans le massacre de 92 personnes à Lidice en République tchèque.
Le 10 février 1943, Heinz Barth rejoint la Waffen-SS avec le grade d'Untersturmführer, équivalent de sous-lieutenant dans l'armée française, (matricule no 458 037) au détachement de pionniers SS « Kraft », puis est muté à la 10e division de Panzer SS Frundsberg, puis à la 3e division SS Totenkopf en octobre 1943, enfin sur le front oriental dans la 2e division SS « Das Reich ». À 23 ans, en 1944, il est intégré au bataillon d'Adolf Diekmann, sous le commandement direct d'Otto-Erich Kahn, en tant que chef de section dans la 3e compagnie du 1er bataillon du régiment de panzergrenadier « Der Führer », au sein de la division « Das Reich » commandée par le général Heinz Lammerding. C'est cette compagnie à laquelle il appartient qui, à Oradour-sur-Glane le 10 juin 1944, commet le massacre au cours duquel 643 hommes, femmes et enfants présents dans le bourg (ou à proximité) sont fusillés, mitraillés ou brûlés vifs.
Lors du procès de Berlin en 1983, il reconnaîtra avoir donné l'ordre d'ouvrir le feu sur les hommes du village et avoir personnellement exécuté, à ce moment-là, entre douze et quinze personnes pour montrer l'exemple.
La division SS « Das Reich » continue ensuite sa route vers le Nord pour participer à la bataille de Normandie, dans laquelle, au mois d'août 1944, Barth est sérieusement blessé : il perd une partie de sa jambe gauche. Après une période de convalescence, Barth est réintégré le 9 novembre 1944 au sein du 2e bataillon de formation SS de panzergrenadier.

### La vie d'Heinz Barth après-guerre
À la fin de la guerre,  Heinz Barth retourne à Gransee, dans le Brandebourg qui se trouve alors dans la zone d'occupation soviétique et qui deviendra en octobre 1949 la République démocratique allemande. Selon l'AFP, il y séjourne sous un faux nom. Il se marie et a des enfants. Il est gérant d'un magasin d'alimentation. Il n'est pas, en raison de sa fausse identité, inquiété par les autorités communistes allemandes.   
Le 12 février 1953, lors du procès du massacre d'Oradour-sur-Glane, devant le tribunal militaire de Bordeaux, il est condamné à mort par contumace, pour crimes de guerre.
Pour le même crime, il est condamné en mars 1983 à la prison à vie par le tribunal municipal de Berlin-Est , en  République démocratique allemande. Il est remis en liberté en juillet 1997 en raison de son âge, de son mauvais état de santé et des regrets qu'il aurait exprimés pour ses actes.
Il est le seul officier membre des anciennes unités de la SS à avoir été jugé, en 1983, en Allemagne de l'Est.
En tant que « mutilé de guerre », comme pour tous les anciens membres de la Wehrmacht et des SS,  on lui attribue, par le gouvernement fédéral allemand,  une pension mensuelle, en 1991 à la suite de la réunification des deux Allemagnes, de 800 marks, l'équivalent de 392 dollars . Un tel octroi entraîne un vif débat en Allemagne, au vu  de sa condamnation de 1983. En 2000, le tribunal du travail de Potsdam lui retire sa pension au motif qu'un criminel de guerre ne saurait être pensionné.
Le Bundestag vote finalement à la fin de l'année 2001 une loi privant tous les anciens criminels de guerre de toute pension d'invalidité.
Il est surnommé dans la presse française comme étant « l'assassin d'Oradour-sur-Glane »,. 
Heinz Barth meurt dans sa ville natale le 6 août 2007.